# Brissay-Choigny
Brissay-Choigny és un municipi francès situat al departament de l'Aisne i a la regió dels Alts de França. L'any 2007 tenia 320 habitants.

## Demografia

### Població
El 2007 la població de fet de Brissay-Choigny era de 320 persones. Hi havia 120 famílies de les quals 28 eren unipersonals (12 homes vivint sols i 16 dones vivint soles), 36 parelles sense fills, 44 parelles amb fills i 12 famílies monoparentals amb fills.
La població ha evolucionat segons el següent gràfic:
Habitants censats

### Habitatges
El 2007 hi havia 141 habitatges, 126 eren l'habitatge principal de la família, 3 eren segones residències i 12 estaven desocupats. Tots els 141 habitatges eren cases. Dels 126 habitatges principals, 98 estaven ocupats pels seus propietaris, 24 estaven llogats i ocupats pels llogaters i 4 estaven cedits a títol gratuït; 2 tenien dues cambres, 12 en tenien tres, 36 en tenien quatre i 76 en tenien cinc o més. 76 habitatges disposaven pel capbaix d'una plaça de pàrquing. A 46 habitatges hi havia un automòbil i a 56 n'hi havia dos o més.

### Piràmide de població
La piràmide de població per edats i sexe el 2009 era:
| Homes | Edats   | Dones |
| ----- | ------- | ----- |
| 4     | 95 o +  | 0     |
| 4     | 90 a 94 | 0     |
| 0     | 85 a 89 | 8     |
| 0     | 80 a 84 | 8     |
| 4     | 75 a 79 | 4     |
| 16    | 70 a 74 | 12    |
| 0     | 65 a 69 | 4     |
| 8     | 60 a 64 | 8     |
| 12    | 55 a 59 | 12    |
| 8     | 50 a 54 | 4     |
| 16    | 45 a 49 | 12    |
| 12    | 40 a 44 | 12    |
| 12    | 35 a 39 | 16    |
| 8     | 30 a 34 | 16    |
| 8     | 25 a 29 | 0     |
| 0     | 20 a 24 | 4     |
| 16    | 15 a 19 | 20    |
| 12    | 10 a 14 | 8     |
| 4     | 5 a 9   | 8     |
| 12    | 0 a 4   | 4     |

## Economia
El 2007 la població en edat de treballar era de 196 persones, 140 eren actives i 56 eren inactives. De les 140 persones actives 125 estaven ocupades (66 homes i 59 dones) i 15 estaven aturades (7 homes i 8 dones). De les 56 persones inactives 19 estaven jubilades, 18 estaven estudiant i 19 estaven classificades com a «altres inactius».

### Ingressos
El 2009 a Brissay-Choigny hi havia 127 unitats fiscals que integraven 299 persones, la mediana anual d'ingressos fiscals per persona era de 16.622 €.

### Activitats econòmiques
Dels 12 establiments que hi havia el 2007, 1 era d'una empresa extractiva, 1 d'una empresa alimentària, 2 d'empreses de construcció, 3 d'empreses de comerç i reparació d'automòbils, 3 d'empreses de serveis i 2 d'empreses classificades com a «altres activitats de serveis».
Dels 4 establiments de servei als particulars que hi havia el 2009, 1 era un taller de reparació d'automòbils i de material agrícola, 1 lampisteria, 1 electricista i 1 perruqueria.
Dels 2 establiments comercials que hi havia el 2009, 1 era una botiga de menys de 120 m² i 1 una fleca.
L'any 2000 a Brissay-Choigny hi havia 5 explotacions agrícoles.

## Equipaments sanitaris i escolars
El 2009 hi havia una escola elemental integrada dins d'un grup escolar amb les comunes properes formant una escola dispersa.

## Poblacions més properes
El següent diagrama mostra les poblacions més properes.